# NeoOffice
NeoOffice è un fork commerciale della suite di software di produttività personale open source LibreOffice per macOS. Esso implementa quasi tutte le caratteristiche di LibreOffice comprendenti un elaboratore testi, un foglio elettronico, un programma per presentazioni, un programma di elaborazione grafica ed un database relazionale. Viene sviluppato da Planamesa Software e aggiunge alcune funzionalità non presenti nelle versioni macOS di LibreOffice. Le versioni attuali si basano su LibreOffice 4.4, rilasciato a metà del 2014.

## Caratteristiche
NeoOffice è una suite di programmi per l'ufficio basata su OpenOffice.org, nata per fornire anche su Mac OS X una versione della suite libera con interfaccia nativa (che sfrutta, quindi, i framework Cocoa). Oggi viene sviluppata come progetto separato, nonostante sia il team di OpenOffice.org che il team di LibreOffice abbiano distribuito una versione nativa per OS X che non richiede X11.
NeoOffice possiede un'interfaccia costruita usando gli strumenti di Apple (Java, Cocoa, Carbon) per le applicazioni native di Mac OS X. Inoltre in NeoOffice si trovano le estensioni derivanti dai progetti odf-converter e ooo-build di Novell.

### Vantaggi
NeoOffice è più "mac-like" di OpenOffice.org, può vantare un'installazione più semplice, una migliore integrazione con l'interfaccia di OS X (ad esempio i menù a tendina in cima allo schermo e le usuali scorciatoie da tastiera), l'uso dei font e dei servizi di stampa di sistema senza configurazioni aggiuntive e l'integrazione con le funzioni di clipboard e di drag and drop di sistema.

### Svantaggi
NeoOffice richiede più memoria della versione X11 per funzionare in maniera soddisfacente, alcune funzioni sono più lente ed il codice aggiunto ad OpenOffice.org non è completamente testato. Inoltre, dato che NeoOffice è basato sulle release di OpenOffice.org, le corrispondenti versioni sono pubblicate un po' più tardi. Occorre considerare inoltre che l'ultima versione di OOorg distribuita il 13 ottobre 2008, la 3.0.0, è compatibile nativamente con Mac OS X, anche se non più per i processori PowerPC.

## Sviluppo
A differenza dei pacchetti marchiati OpenOffice.org, che furono originariamente sviluppati sotto la sigla SISSL, una licenza che ha facilitato la creazione di versioni proprietarie del software (come ad esempio StarOffice), NeoOffice è distribuito con licenza GPL, per assicurare che ogni versione basata su di esso rimanga libera. Le versioni di OpenOffice.org a partire dalla 2.0 sono distribuite con licenza LGPL, ma gli autori di NeoOffice hanno espresso la loro intenzione di continuare a distribuire tutte le loro versioni con licenza GPL standard. Ciò impedirà al codice di NeoOffice che risolve dei bug o introduce nuove funzioni di essere usato in OpenOffice.org.

## Storia

### Origini
NeoOffice nacque come progetto per indagare sui metodi per creare un porting di OpenOffice.org nativo per Mac OS X. Il progetto che ora si chiama NeoOffice fu originariamente detto NeoOffice/J per sottolineare l'uso dell'integrazione di Java in OS X per abilitare l'applicazione nativa. Un progetto correlato fu NeoOffice/C, che tentò parallelamente di sviluppare una versione sfruttando le API Cocoa. Quest'ultimo, però, si rivelò di difficile implementazione e l'applicazione risultante si dimostrò altamente instabile, il progetto fu dunque accantonato a favore del più promettente NeoOffice/J. Il suffisso "/J" fu abbandonato dalla versione 1.2 del progetto, dato che non fu più necessario per distinguerlo da altri progetti.

### Storia delle versioni

Cronologia dei principali derivati di StarOffice e OpenOffice.org. Apache OpenOffice è in azzurro, NeoOffice in viola, LibreOffice in verde.

| Versione OOo         | Versione                      | Data di rilascio  | Note di rilascio |
| -------------------- | ----------------------------- | ----------------- | --- |
| 1.0.3.1              | NeoOffice/C 0.0.1             | 22 giugno 2003    | Incendiary Goblin build |
| 1.1.2                | NeoOffice/J 1.1 Alpha 2       | settembre 2004    | |
| 1.1.3                | NeoOffice/J 1.1 Beta          | dicembre 2004     | |
| 1.1.4                | NeoOffice/J 1.1 RC            | marzo 2005        | |
| 1.1.4                | NeoOffice/J 1.1               | 22 giugno 2005    | |
| 2.0                  | NeoOffice 1.2 Alpha           | novembre 2005     | |
| 2.0.1                | NeoOffice 1.2 Beta            | 2 gennaio 2006    | |
| 2.0.1                | NeoOffice 1.2                 | 1 febbraio 2006   | |
| 2.0.2                | NeoOffice 1.2.2               | 30 marzo 2006     | |
| 2.0.2                | NeoOffice 2.0 Alpha PowerPC   | 25 aprile 2006    | |
| 2.0.2                | NeoOffice 2.0 Alpha 2 PowerPC | 9 maggio 2006     | |
| 2.0.2                | NeoOffice 2.0 Alpha 3 PowerPC | 23 maggio 2006    | |
| 2.0.2                | NeoOffice 2.0 Alpha Intel     | 5 giugno 2006     | |
| 2.0.2                | NeoOffice 2.0 Alpha 2 Intel   | 19 giugno 2006    | |
| 2.0.3                | NeoOffice 2.0 Alpha 4         | 1 luglio 2006     | |
| 2.0.3                | NeoOffice 2.0 Aqua Beta       | 1 agosto 2006     | |
| 2.0.3                | NeoOffice 2.0 Aqua Beta 2     | 15 agosto 2006    | |
| 2.0.3                | NeoOffice 2.0 Aqua Beta 3     | 29 agosto 2006    | |
| 2.1.0                | NeoOffice 2.1                 | 27 marzo 2007     | Introdotto un set di icone con design che ricordano più da vicino le icone tipiche di Mac OS X rispetto a quelle di OpenOffice.org. |
| 2.2.1                | NeoOffice 2.2.1               | 27 agosto 2007    | |
| 2.2.1                | NeoOffice 2.2.2               | 10 ottobre 2007   | Correzioni di errori |
| 2.2.1                | NeoOffice 2.2.3               | 17 marzo 2008     | Supporto video QuickTime, menu disponibili quando nessun documento è aperto, importazione di immagini da scanner e fotocamere |
| 2.2.1                | NeoOffice 2.2.4               | 16 giugno 2008    | Supporto del browser multimediale, finestre degli strumenti mobili native, supporto per i nuovi gesti del touchpad, supporto per lo scorrimento orizzontale |
| 2.2.1                | NeoOffice 2.2.5               | 15 settembre 2008 | Correzioni di bug, miglioramenti della velocità, supporto di Apple remote in Impress. |
| 2.2.1                | NeoOffice 2.2.6               | 27 ottobre 2009   | Ultima versione a supportare Mac OS X 10.3. |
| 3.0.1                | NeoOffice 3.0                 | 31 marzo 2009     | Introdotto l'accesso al correttore ortografico, al correttore grammaticale, alla rubrica e al browser multimediale di Mac OS X; gli utenti di lingue non supportate dal correttore ortografico di Mac OS X possono utilizzare il sistema Hunspell originariamente utilizzato. Ha anche migliorato il supporto per i documenti di Microsoft Office 2007 e per i fogli di calcolo con le macro di Visual Basic for Applications. Miglioramenti della velocità, comando che fa clic sulla barra del titolo della finestra, correttore grammaticale di Mac OS X 10.5. Richiede Mac OS X 10.4 o superiore. |
| 3.0.1                | NeoOffice 3.0.1               | 27 ottobre 2009   | |
| 3.0.1                | NeoOffice 3.0.2               | 1 febbraio 2010   | Aggiunta l'evidenziazione del testo nativa di Mac OS X, una crenatura del testo più uniforme |
| 3.1.1                | NeoOffice 3.1.1               | 10 maggio 2010    | Aggiunto il supporto per la voce del menu contestuale "Look Up in Dictionary" in Writer per cercare la definizione di una parola, se esiste, nell'applicazione Dizionario di Mac OS X. Inoltre, gli utenti possono visualizzare 10 versioni di ciascun file di NeoOffice Mobile, la finestra di NeoOffice Mobile è comprimibile e il menu di NeoOffice Mobile utilizza meno spazio nella barra dei menu di NeoOffice. |
| 3.1.1                | NeoOffice 3.1.2               | 7 settembre 2010  | I file temporanei vengono crittografati quando FileVault è abilitato. Risolti i bug che causavano la perdita delle immagini incorporate dopo aver salvato i documenti di Writer o Impress. |
| 3.1.1                | NeoOffice 3.2                 | 19 aprile 2011    | Supporto per Mac OS X 10.7 Lion, più supporto per i font, PDF più piccoli |
| 3.1.1                | NeoOffice 3.3                 | 22 agosto 2012    | Testo ad alta risoluzione su display Retina, OS X 10.8 Mountain Lion e Gatekeeper, Cocoa sostituisce Java |
| 3.1.1                | NeoOffice 3.4                 | 22 ottobre 2013   | Supporto per OS X 10.9, ultima versione per supportare 10.6 e 10.7. |
| 3.1.1                | NeoOffice 2013                | 9 agosto 2013     | Prima versione di NeoOffice disponibile nel Mac App Store, OS X 10.8 minimo richiesto. |
| 3.1.1                | NeoOffice 2014                | 12 giugno 2014    | 64-bit e supporto per OS X 10.10. |
| 3.1.1                | NeoOffice 2015                | 9 settembre 2015  | Supporto per OS X 10.11. |
| Versione LibreOffice | Versione                      | Data di rilascio  | Note di rilascio |
| 4.4                  | NeoOffice 2017                | 17 agosto 2017    | Prima versione basata su LibreOffice |
| 4.4                  | NeoOffice 2022.1              | 25 giugno 2022    | Programma di installazione universale, funziona in modo nativo su computer Mac Apple Silicon. |

### Releaseattuale
L'attuale versione stabile di NeoOffice è la 3.4.1 ed introduce in NeoOffice le feature standard di Mac OS X Yosemite  (ad esempio "versioni"). L'attuale versione è scaricabile soltanto in cambio di una donazione. Il codice sorgente è comunque liberamente accessibile.